# Palazzo Barbò di Torre Pallavicina
Il complesso afferente al palazzo Barbò (già noto come Villa Pallavicino di Busseto) è situato a Torre Pallavicina, un piccolo comune in provincia di Bergamo, al confine con quelle di Brescia e Cremona.

## Storia e descrizione

### La torre di Tristano Sforza
Il complesso architettonico si compone di un articolato assembramento di edifici differenti per funzione ed epoca costruttiva. Il primo nucleo del complesso è rappresentato dall'antica Torre di Tristano eretta (probabilmente su preesistenze più antiche) nel XV secolo da Tristano Sforza, figlio naturale (1429 - 1477) del duca di Milano Francesco I quale abitazione fortificata a guardia dei suoi possedimenti nel territorio della Calciana. La torre con altri edifici e terreni passarono a Galeazzo I Pallavicino, primogenito della casata dei Pallavicino di Busseto, il quale nel 1484 aveva sposato Elisabetta Sforza, l'unica figlia di Tristano Sforza e Beatrice d'Este (1427-1497).
La torre, a pianta quadrangolare, con possenti murature in laterizio, fu poi sopralzata in epoca rinascimentale con una loggia e dotata di una passerella aerea di accesso, al di sopra dei beccatelli dell'antica merlatura di coronamento e del piombatoio: sotto alla veste rinascimentale ancora si conservano dunque le vestigia di una tipica residenza- fortificata di epoca sforzesca. Il lento degrado e la violenta scossa di terremoto del 12 maggio 1802 comportarono la parziale rovina dell'edificio, restaurato da Giuseppe Pallavicino nel 1824.

### IlPalatio Novo

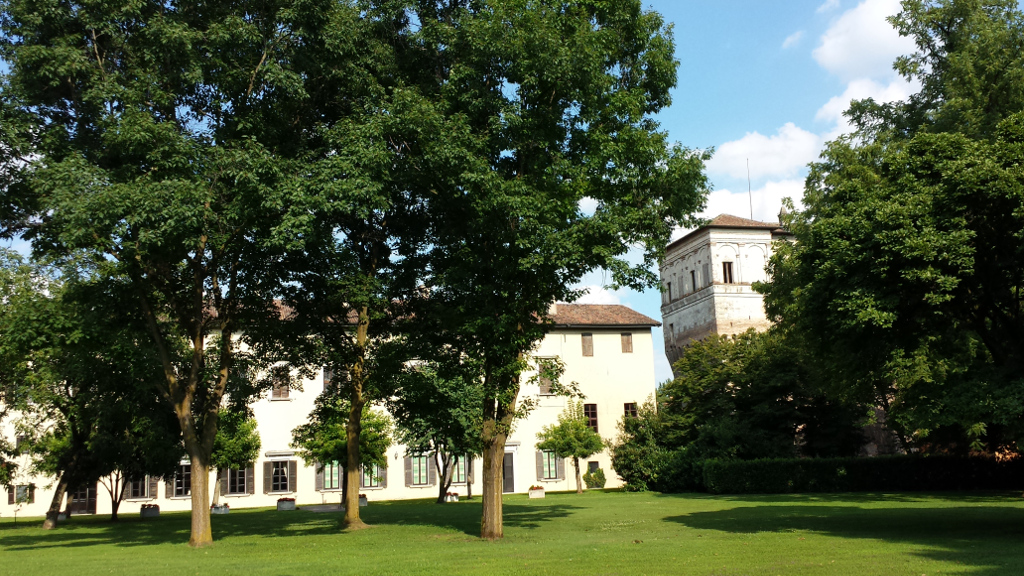
Palazzo Barbò - il parco

La residenza principale e parte del complesso ad essa collegato, furono però eretti dal figlio di Galeazzo I Pallavicino, Adalberto, il quale, si ritirò in Torre Pallavicina dopo anni passati al comando delle truppe della Repubblica Veneta e del Duca di Urbino: l'abbandono della vita pubblicata è testimoniato anche dall'iscrizione riportata nel fregio della cornice al piano terreno: 
 La villa presso Torre Pallavicina si affiancava in quegli anni allo scavo del Naviglio Pallavicino, un canale navigabile realizzato a partire dal 1512 che derivava acqua dal fiume Oglio distribuendola nel territorio cremonese fino al fiume Po: la gestione del Naviglio avrebbe garantito ai Pallavicino per alcuni secoli un cospicuo introito nonché il controllo dell'ampio territorio cremonese.

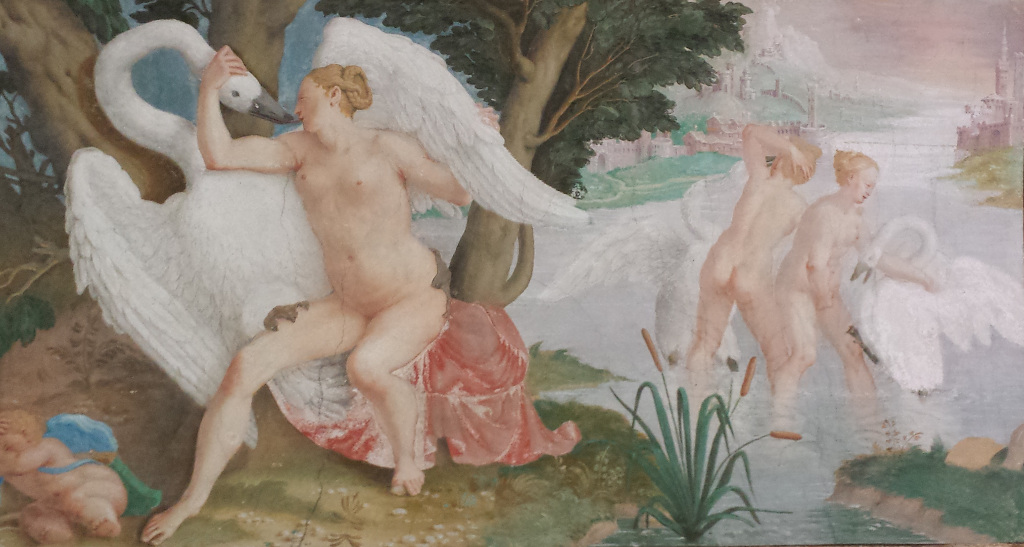
Palazzo Barbò - Affreschi Leda

Il palazzo principale fu terminato intorno alla metà del XVI secolo, come testimonia l'iscrizione sul fregio della finestra centrale, che reca la data «MDL» sebbene altre date, riferite soprattutto ai ricchi apparati decorativi interni, alludano ad un effettivo completamento negli anni successivi.

La descrizione data dalla storica dell'arte Maria Luisa Ferrari esalta le caratteristiche di questo edificio, il cui partito decorativo trova raffinati richiami al gusto architettonico proprio delle coeve architetture bresciane e mantovane: 
 Al piano superiore sette finestre trabeate, ornate con le iniziali del committente («AD.MA.PA», ovvero il marchese Adalberto Pallavicino) e corrispondenti agli archi sottostanti, ritmano l'elegante facciata  insieme a lesene bugnate d'ordine ionico.

### Interni
Delle sale al pianterreno, la più grande, coperta da una volta a padiglione è affrescata da Bernardino Campi, con angoli sfondati da lunette. Al piano superiore, cui si accede da un ampio scalone detto "de' Cavalli", la Sala dei Giganti, utilizzata dal marchese per ospitare sontuosi ricevimenti, fu pure dipinta da Bernardino Campi con scene mitologiche, probabilmente entro il 1557 (come riporta una targhetta dipinta in una stanza al piano nobile).
Le ricerche di Maria Luisa Ferrari attribuiscono ai dipinti parietali date successive alla costruzione dell'edificio: un atto notarile del 9 aprile 1575 documenta che Antonio Campi ed il fratello Vincenzo ricevettero il saldo «pro pingendis Cameris in loco Turris Calcianae» e stabiliscono il compenso per ornare l'Oratorio privato entro i successivi tre anni.
Il testamento di Adalberto, rogato nel settembre del 1569, descrive tra i beni ereditari 
Il Palatio Novo era dunque stato costruito con la corte antistante, le abitazioni dei coloni e l'oratorio privato adiacente al Naviglio. La descrizione riporta anche altri edifici di servizio tra cui un forno, la cucina, un tinello e la legnaia, oltre ad un orto cinto da siepe ed un giardino di cedri. Sul retro del palazzo vi era un ampio parco di 26 pertiche cremonesi in cui erano stati piantati numerosi alberi da frutto.
I Pallavicino dimorarono nel palazzo fino al XIX secolo ma ad oggi non vi sono documenti utili a testimoniare le trasformazioni edilizie avvenute nei secoli successivi, ad eccezione di un intervento di restauro sugli affreschi nel 1795.
L'inventario dei beni mobili di Galeazzo VI Pallavicino, rogato a Milano nell'agosto del 1762, riporta l'elenco della mobilia suddivisa per stanza, tra cui si citano la "sala Pitturata", la "Camera del Podestà", il "salone", la "camera detta di Ricevimento", le "camere della Torre".
Il palazzo e tutto il complesso di Torre Pallavicina passarono al casato dei Barbò nel 1851, quando Giuseppe Pallavicino, morto senza eredi maschi, lasciava l'intero suo patrimonio ai nipoti Giacomo, Giulio e Fulvio Barbò, figli di Girolamo Barbò e della sorella Teresa Pallavicino, già proprietaria di un'imponente villa a Monza, la Villa Pallavicini-Barbò. A Giacomo spettava il Palazzo di Torre, i possedimenti nel territorio di Soncino, Pumenengo, Monasterolo e alcuni terreni nello Stato Pontificio (presso Anguillara Sabazia), mentre a Giulio spettava il palazzo a Milano. L'ala sud è oggi sede del municipio. Gli eredi dell'antica casata dei Barbò, già proprietaria di vaste possessioni nel territorio di Soncino sin dall'epoca altomedievale, dimora ancora oggi nel palazzo curandone la manutenzione e la gestione: a seguito di recenti restauro parte del complesso è stato infatti destinato a sede prestigiosa per matrimoni, eventi e cerimonie pubbliche.

## Nella cultura popolare
A Palazzo Barbò sono ambientate alcune scene de Il mestiere delle armi di Ermanno Olmi: rappresenta il palazzo di Aloisio Gonzaga a Mantova in cui viene trasportato il protagonista dopo il ferimento; la telecamera indugia sugli affreschi durante la scena dell'amputazione.